# Juarez Delorto Secco
Juarez Delorto Secco (Cachoeiro de Itapemirim, 4 de julho de 1970 ) é um bispo católico brasileiro. Foi bispo auxiliar da Arquidiocese de São Sebastião do Rio de Janeiro e atualmente é o bispo diocesano de Caratinga.

## Biografia
Natural de Cachoeiro de Itapemirim (ES), padre Juarez Delorto Secco é bacharel em Direito, pela Faculdade de Direito de Cachoeiro do Itapemirim (FDCI). Possui especialização em Processo Matrimonial Canônico pela Pontifícia Universidade Católica do Rio Grande do Sul (PUC-RS) e também em Formação de Educadores, promovido em convênio com a Escola de Formadores da Organização dos Seminários e Institutos do Brasil (Osib – SC), com sede em Florianópolis (SC).[carece de fontes?]

## Presbiterato
Dom Juarez foi ordenado padre no dia 10 de março de 2001 por Dom Luiz Mancilha Vilela, arcebispo de Vitória.

## Episcopado
No dia 7 de junho de 2017 foi nomeado bispo titular de Vegesela in Numidia e auxiliar de São Sebastião do Rio de Janeiro. Sua ordenação episcopal ocorreu no dia 9 de setembro de 2017, em Cachoeiro de Itapemirim, sendo sagrante principal o Cardeal Dom Orani João Tempesta, O.Cist, Arcebispo do Rio de Janeiro, e co-sagrantes, Dom Luiz Mancilha Vilela, SS.CC, Arcebispo de Vitória do Espírito Santo, e Dom Dario Campos, OFM, Bispo de Cachoeiro de Itapemirim.
Em 13 de dezembro de 2023, memória de Santa Luzia, foi nomeado pelo Papa Francisco como bispo de Caratinga, após renúncia de Dom Emanuel Messias de Oliveira por idade canônica. Sua posse foi em 17 de fevereiro de 2024, na Catedral São João Batista. 